# Parkblomflugor
Parkblomflugor (Myolepta) är ett släkte i familjen blomflugor.

## Kännetecken
Parkblomflugorär är ganska små och smala blomflugor. Kroppen är svart, glest behårad och med rödgula teckningar på bakkroppen.

## Levnadssätt
Larverna lever i murken ved. De vuxna flugorna kan ses på olika blommor, till exempel kirskål.

## Utbredning
Släktet har cirka 40 arter varav 8 har påträffats i Europa. I Norden och Sverige finns endast arten mindre parkblomfluga.